# Jan Vertonghen

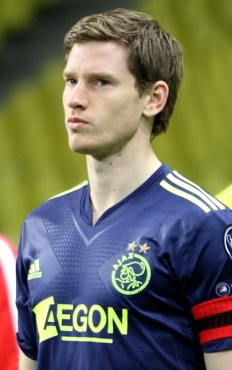
Vertonghen som kapten i AFC Ajax

Jan Bert Lieve Vertonghen, född 24 april 1987 i Sint-Niklaas, är en belgisk professionell fotbollsspelare som spelar för Anderlecht och Belgiens landslag.

## Klubbkarriär
Efter att ha tillbringat ett antal år i VK Tielrode och Germinal Beerschot flyttade Vertonghen till Nederländerna och skrev på ett avtal med AFC Ajax ungdomsakademi. Han började som mittfältare, men har sedan sadlat om till att bli mittback.

### AFC Ajax
Den 23 augusti 2006 gjorde Vertonghen sin debut i förstalaget i tredje kvalomgången till Champions League mot FC Köpenhamn. Han gjorde sin Eredivisiedebut och sin första start i en 6-0-seger över Willem II i Amsterdam Arena. Han kom sedan att spela ytterligare två matcher under första halvan av säsongen. Efter vinteruppehållet lånades han ut till RKC Waalwijk för resten av säsongen. I Waalwijk-tröjan spelade Vertonghen 12 matcher på vilka han gjorde tre mål, men han var oförmögen att hjälpa dem att undvika nedflyttning till Eerste Divisie.
Vertonghen återvände till Ajax för säsongen 2007-08, där han tippades nå stjärnstatus, men var oförmögen att slå igenom på riktigt, på grund av skada samt förekomsten av John Heitinga och Thomas Vermaelen. Johan Cruijff hade dock inte gjort någon hemlighet av sin beundran för den vänsterfotade ynglingen. Den 26 september 2008 förlängde Vertonghen sitt kontrakt med Ajax till att gälla fram till 30 juni 2013.
Genombrottet för Vertonghen kom istället under säsongen 2008-09. Efter att Heitinga lämnade klubben för Atlético Madrid blev Vertonghen Vermaelens förstaval som partner i det centrala försvaret. Han startade i 23 av de 26 matcher han spelade och gjorde 4 mål. Den 28 september gjorde han två mål i en 3-0-seger mot Vitesse.
Under den nya tränaren Martin Jol behöll Vertonghen sin plats i startelvan för säsongen 2009-10. Trots att han skadade en tå under en match mot Spanien med landslaget gjorde han sitt första mål för säsongen, en frispark, i en 6-0-utklassning mot NAC Breda den 13 september. Med Thomas Vermaelens övergång till Arsenal bildade Vertonghen och hans belgiska kollega Toby Alderweireld mittbackspar och blev snart en av fansens favoriter.
Trots Ajax ojämna form under veckorna som ledde fram till vinteruppehållet, genomförde Vertonghen några starka prestationer och väckte intresse av ett antal klubbar som Barcelona, men han tonade ned ryktena och uppgav att hans avsikt var att åtminstone stanna kontraktlängden ut i Ajax. Efter vinteruppehållet gick Ajax in i en nio matcher långt vinnarstråk i ligan med Vertonghen som en central roll. Vertonghen kopplades med en övergång till Newcastle United, och senare blev han även kopplad till AC Milan, med Vertonghens uttalande "Jag har hört Milans Adriano Galliani prata om mig efter Champions League-matchen i San Siro och hans ord var mycket smickrande".
Vertonghen uppgav vid ett flertal tillfällen sent under säsongen 2010-11 att han övervägrade att lämna Ajax i slutet av säsongen. I maj 2011 bekräftade Frank de Boer att Manchester Citys tränare Roberto Mancini var närvarande vid KNVB Cup-finalen som hölls den 7 maj 2011, där Ajax förlorade med 3-2 mot FC Twente. Mancini höll enligt uppgift uppsikt över Vertonghen i syfte att förstärka sitt lag efter att de hade kvalificerat sig för Champions League.
Under Eredivisie-säsongen 2011-2012 utvecklades Vertonghen till en av Ajax främsta spelare och visade sin mångsidighet med att täcka flera positioner efter Ajax hade låtit flera ordinarie spelare gå på långfristiga lån. Efter en imponerande säsong, inklusive en prestation som han pekades ut för mot Manchester United i Europa League, utsågs han till Årets spelare i Eredivisie. Efter att ha blivit utsedd till lagkapten av Frank de Boer ledde han Ajax till klubbens andra titel i rad och gjorde 8 mål på 31 ligamatcher. Även för andra gången tappade han ligapokalen. "Nu faller den på min tå - denna pokal gillar helt enkelt inte mig", sa Vertonghen.

### Tottenham Hotspur
Under hela säsongen 2011-2012 var Vertonghen kopplad till den engelska klubben Tottenham Hotspur och uttryckte offentligt sin önskan att göra övergången till White Hart Lane före andra Premier League-lag som Tottenhams Londonrival Arsenal. Den 8 juli 2012 accepterade Tottenham Hotspur en avgift och villkor för Vertonghen med förbehåll för en medicinsk undersökning. Den 12 juli meddelade Tottenham att de officiellt hade genomfört värvningen av Vertonghen efter att han slutfört sin medicinska undersökning.
Vertonghen deltog i sin första match som Tottenham-spelare i en träningsmatch mot Brentford FC den 14 juli. Han gjorde sitt första mål för klubben den 26 september 2012 i en 3-0-seger mot Carlisle United FC i den tredje omgången av Engelska ligacupen. Han gjorde sitt första ligamål mot Manchester United i en 3-2-seger på Old Trafford, även om detta senare bedömdes som ett självmål av Johnny Evans. Han gjorde mål i ligan för Tottenham den 16 december, matchens enda mål på White Hart Lane mot Swansea City.
I mars 2013 utsågs han till månadens spelare i Premier League och sedan blev han även utvald i årets lag i Premier League, bland annat tillsammans med lagkamraten Gareth Bale.

### Benfica
Den 14 augusti 2020 värvades Vertonghen av Benfica, där han skrev på ett treårskontrakt.

### Anderlecht
Den 2 september 2022 återvände Vertonghen till Belgien och skrev på ett tvåårskontrakt med Anderlecht.